# Incubo

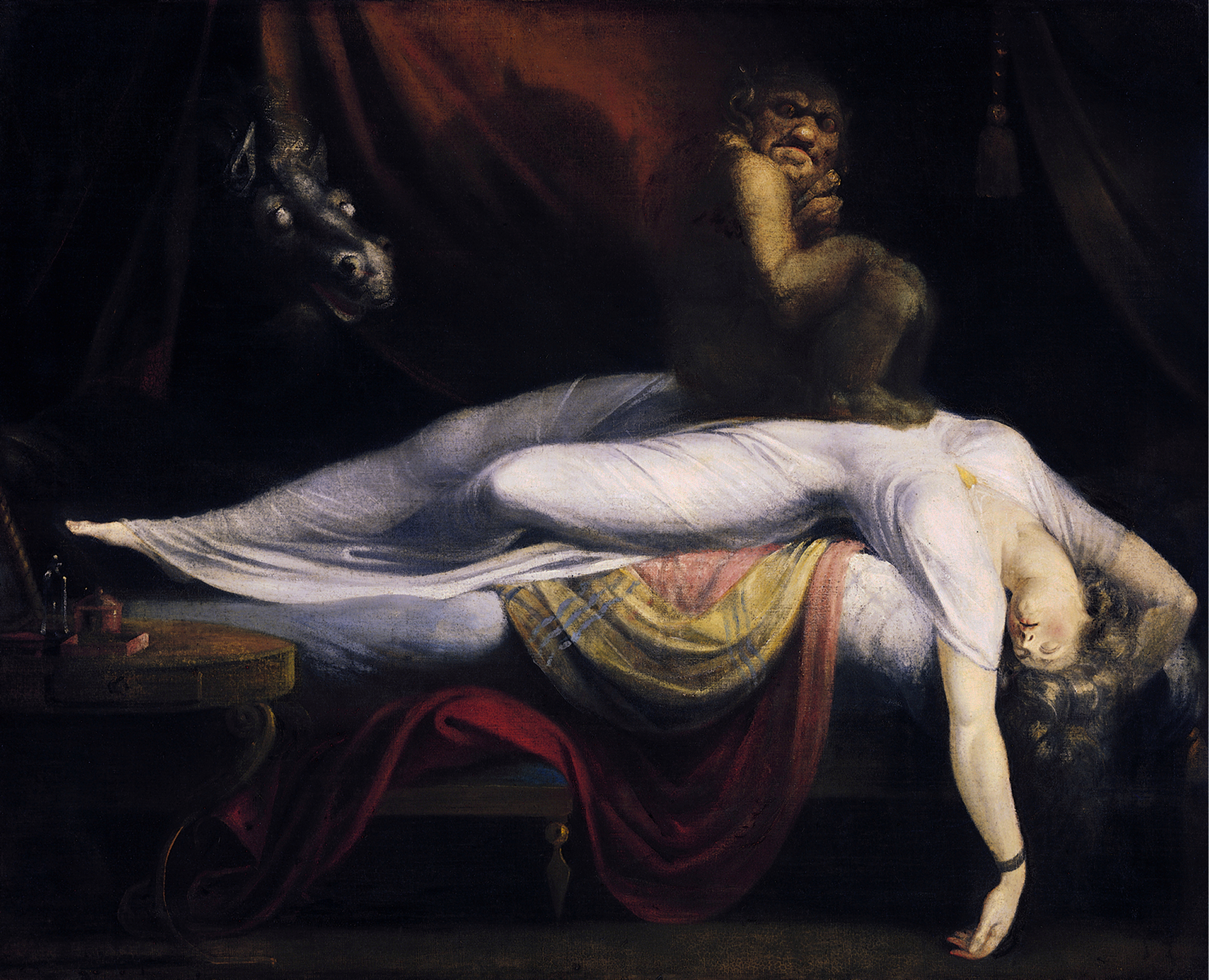
Incubo, di Johann Heinrich Füssli (1781)

L'incubo o sogno disforico è un tipo di sogno che si presenta in modo angosciante e a volte è accompagnato da una sensazione di oppressione al petto e/o da difficoltà respiratorie. È a tutti gli effetti un disturbo del sonno ed è considerato una parasonnia relativa al sonno REM.
Gli incubi si mostrano con rapidi movimenti oculari (REM, "Rapid Eye Movement"), senza altri movimenti del soggetto. Eventuali movimenti involontari del corpo possono svegliare il dormiente, interrompendo così la sensazione di paura insita negli incubi. L'individuo svegliatosi da incubo tende a non riaddormentarsi, temendo, più o meno inconsciamente, di rivivere la brutta esperienza.
Gli incubi sono più frequenti tra i 4 e i 12 anni di età, tendendo poi a diminuire con l'età.

## Etimologia
Fino al XVIII secolo, gli incubi erano considerati causati da stregonerie con le creature malefiche che si appoggiavano al petto del dormiente. Il termine infatti deriva da "incubare", atto che richiama l'immagine dello spirito maligno che cova sul petto del dormiente. Tra il XIX e il XX secolo si tendeva invece a dare la colpa alla cattiva digestione.

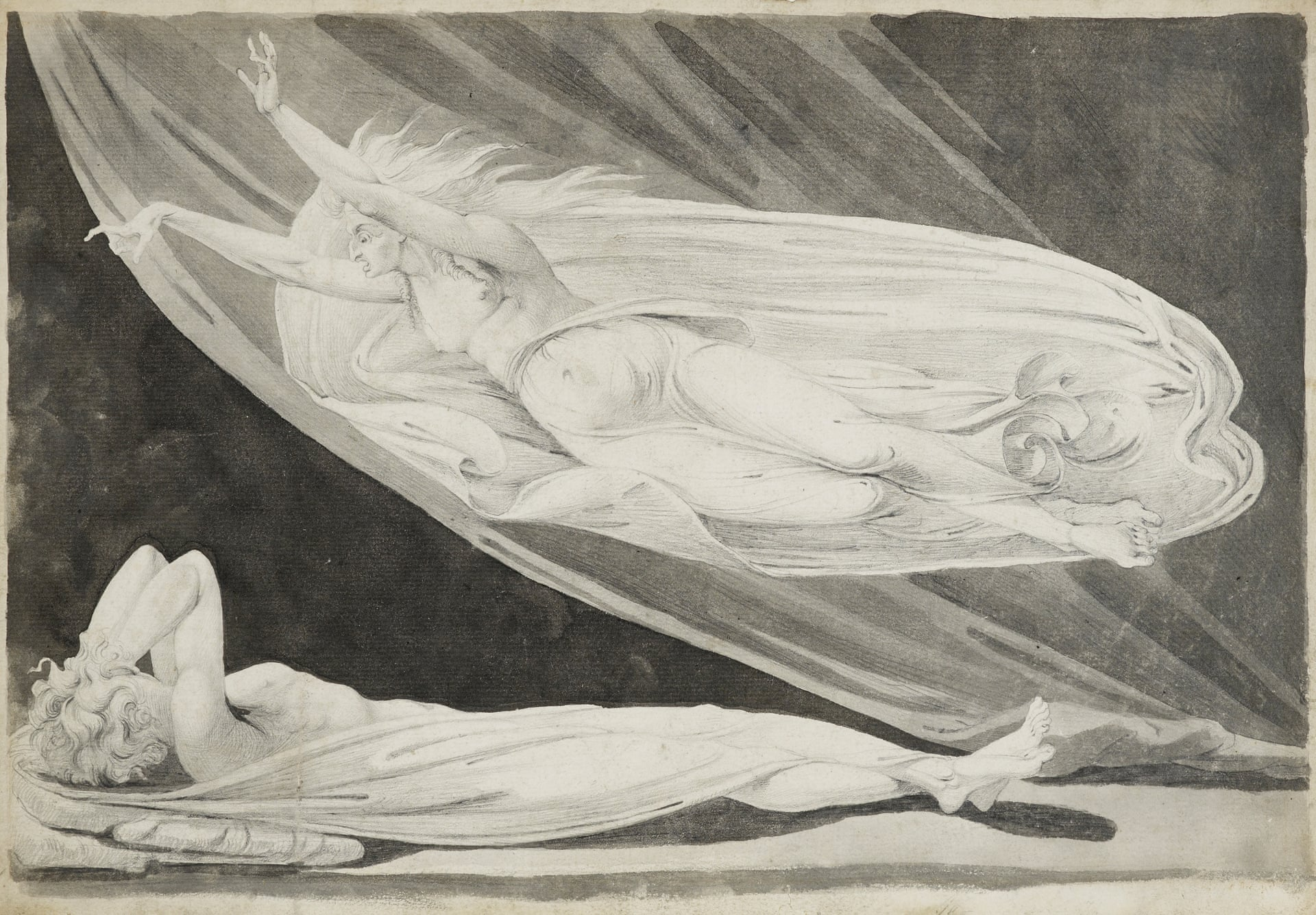
Lo spirito defunto di Giulia che appare al marito Pompeo in forma di furia, di Johann Heinrich Füssli (1870 circa)

Oggi sappiamo che essi possono essere provocati da agenti fisiologici, come febbre alta, scarsità di sonno e una dieta poco sana, oppure psicologici, come ansia e stress (in particolare nelle persone che hanno vissuto un trauma psicologico).

## Storia/folclore
Anche i demoni stregoni della mitologia iraniana conosciuti come Divs sono associati alla capacità di affliggere le loro vittime con incubi. Si pensava che la presenza maligna mare del folklore germanico e slavo cavalcasse sul petto delle persone mentre dormivano, causando incubi.

## Segni e sintomi
Le persone che soffrono di incubi sperimentano un'architettura del sonno anormale. È stato riscontrato che l'impatto di un incubo notturno è molto simile a quello dell'insonnia. Si ritiene che ciò sia causato dai frequenti risvegli notturni e dalla paura di addormentarsi. I sintomi del disturbo da incubi includono ripetuti risvegli dal periodo di sonno principale o sonnellini con ricordo dettagliato di sogni estesi ed estremamente spaventosi, che di solito comportano minacce alla sopravvivenza, alla sicurezza o all'autostima. I risvegli avvengono generalmente durante la seconda metà del periodo di sonno.

## Classificazione
Secondo la Classificazione Internazionale dei Disturbi del Sonno - Terza Edizione (ICSD-3 - International Classification of Sleep Disorders), il disturbo da incubi, insieme al disturbo comportamentale del sonno REM (RBD - REM behavior disorder) e alla paralisi del sonno isolata ricorrente, formano la sottocategoria delle parasonnie correlate alla fase REM del cluster delle parasonnie. Gli incubi possono essere idiopatici senza alcun segno di psicopatologia o associati a disturbi come stress, ansia, abuso di sostanze, malattie psichiatriche o disturbo da stress post-traumatico (più dell'80% dei pazienti con disturbo da stress post-traumatico riferisce di incubi). Per quanto riguarda il contenuto onirico, i sogni di solito imprimono emozioni negative come tristezza, paura o rabbia. Secondo gli studi clinici il contenuto può includere inseguimenti, lesioni o morte di altre persone, cadute, disastri naturali o incidenti. Anche i sogni tipici o i sogni ricorrenti possono avere alcuni di questi argomenti.

## Causa
La ricerca scientifica mostra che gli incubi possono avere molte cause. In uno studio focalizzato sui bambini, i ricercatori sono riusciti a concludere che gli incubi sono direttamente correlati allo stress nella vita dei bambini. I bambini che hanno vissuto la morte di un familiare o di un amico intimo o che conoscono qualcuno con una malattia cronica hanno incubi più frequenti rispetto a quelli che devono affrontare solo lo stress scolastico o lo stress derivante dagli aspetti sociali della vita quotidiana. Uno studio che ricerca le cause degli incubi si concentra sui pazienti che soffrono di apnea notturna. Lo studio è stato condotto per determinare se gli incubi possono essere causati o meno dall'apnea notturna o dall'incapacità di respirare. Nel diciannovesimo secolo gli autori credevano che gli incubi fossero causati dalla mancanza di ossigeno, quindi si credeva che chi soffriva di apnea notturna avesse incubi più frequenti rispetto a chi ne era privo. I risultati hanno effettivamente mostrato che le persone sane hanno meno incubi rispetto ai pazienti con apnea notturna. Un altro studio supporta l'ipotesi. In questo studio, 48 pazienti (di età compresa tra 20 e 85 anni) con malattia ostruttiva delle vie aeree (OAD), di cui 21 con e 27 senza asma, sono stati confrontati con 149 controlli abbinati per sesso ed età senza malattia respiratoria. I soggetti OAD (ossia con malattia polmonare ostruttiva) con asma hanno riportato circa 3 volte più incubi rispetto ai controlli o ai soggetti OAD senza asma. Lo scopo evolutivo degli incubi quindi potrebbe essere un meccanismo per risvegliare una persona che è in pericolo.
Il sostenitore dei sogni lucidi Stephen LaBerge ha delineato una possibile ragione per cui vengono formulati i sogni e perché si verificano gli incubi. Per LaBerge, un sogno inizia con un pensiero o una scena individuale, come camminare lungo una strada poco illuminata. Poiché i sogni non sono predeterminati, il cervello risponde alla situazione formulando un pensiero buono o cattivo, e da lì segue la struttura del sogno. Se in un sogno i cattivi pensieri sono più importanti dei buoni pensieri, il sogno potrebbe trasformarsi in un incubo.
C'è un'opinione, forse contenuta nel racconto A Christmas Carol, secondo cui mangiare formaggio prima di dormire può causare incubi, ma ci sono poche prove scientifiche al riguardo.
È probabile che si verifichino incubi gravi anche quando una persona ha la febbre; questi incubi vengono spesso definiti sogni febbrili.

## Trattamento
Sigmund Freud e Carl Jung sembravano condividere la convinzione che le persone spesso angosciate dagli incubi potessero rivivere qualche evento stressante del passato. Entrambe le prospettive sui sogni suggeriscono che la terapia può fornire sollievo dal dilemma dell'esperienza da incubo.
Halliday (1987) ha raggruppato le tecniche di trattamento in quattro classi. Interventi diretti sugli incubi che combinano tecniche compatibili di una o più di queste classi possono migliorare l'efficacia complessiva del trattamento:
- Tecniche analitiche e catartiche
- Procedure di alterazione della trama
- Approcci "faccia e conquista"
- Desensibilizzazione e relative tecniche comportamentali.

### Disturbo da stress post-traumatico
Gli incubi ricorrenti del disturbo da stress post-traumatico (PTSD) in cui i traumi vengono rivissuti rispondono bene a una tecnica chiamata prova delle immagini. Ciò implica che i sognatori escogitino risultati alternativi e di padronanza degli incubi, provando mentalmente tali risultati mentre sono svegli e poi ricordando a se stessi prima di andare a dormire che desiderano questi risultati alternativi nel caso in cui gli incubi si ripresentino. La ricerca ha scoperto che questa tecnica non solo riduce la comparsa di incubi e insonnia, ma migliora anche altri sintomi diurni del disturbo da stress post-traumatico. Le variazioni più comuni della terapia di prova delle immagini (IRT) "si riferiscono al numero di sessioni, alla durata del trattamento e al grado in cui la terapia di esposizione è incluso nel protocollo".

### Farmaci
- La prazosina (alfa-1 bloccante) sembra utile nel ridurre il numero di incubi e il disagio da essi causato nelle persone con disturbo da stress post-traumatico[23][24].
- Il risperidone (antipsicotico atipico) alla dose di 2 mg al giorno ha dimostrato in serie di casi la remissione degli incubi durante la prima notte[24].
- In un caso clinico è stato dimostrato che il trazodone (antidepressivo) tratta gli incubi associati a un paziente depresso[24].

Gli studi hanno incluso idrocortisone, gabapentin, paroxetina, tetraidrocannabinolo, eszopiclone, sodio oxibato e carvedilolo.